# Earl (Carolina del Nord)
Earl és una població dels Estats Units a l'estat de Carolina del Nord. Segons el cens del 2000 tenia 234 habitants.

## Demografia
Segons el cens del 2000, Earl tenia 234 habitants, 100 habitatges i 64 famílies. La densitat de població era de 110,2 habitants per km².
Dels 100 habitatges en un 25% hi vivien nens de menys de 18 anys, en un 41% hi vivien parelles casades, en un 17% dones solteres, i en un 36% no eren unitats familiars. En el 33% dels habitatges hi vivien persones soles el 9% de les quals corresponia a persones de 65 anys o més que vivien soles. El nombre mitjà de persones vivint en cada habitatge era de 2,34 i el nombre mitjà de persones que vivien en cada família era de 2,97.
Per edats la població es repartia de la següent manera: un 24,8% tenia menys de 18 anys, un 9% entre 18 i 24, un 29,9% entre 25 i 44, un 27,4% de 45 a 60 i un 9% 65 anys o més.
L'edat mediana era de 35 anys. Per cada 100 dones de 18 o més anys hi havia 89,2 homes.
La renda mediana per habitatge era de 30.625 $ i la renda mediana per família de 35.714 $. Els homes tenien una renda mediana de 27.292 $ mentre que les dones 19.318 $. La renda per capita de la població era de 17.016 $. Entorn del 7,6% de les famílies i el 10,8% de la població estaven per davall del llindar de pobresa.

## Poblacions més properes
El següent diagrama mostra les poblacions més properes.